# Vinho frisante
Vinho frisante ou gaseificado é uma classificação de vinho de mesa dada às bebidas com gaseificação. É um produto com pouco gás carbônico, que é produzido naturalmente do processo de fermentação da uva, tendo praticamente a metade do dióxido de carbono encontrado nos espumantes. O frisante fermenta somente uma vez e é a partir dessa única fermentação que o gás é produzido.
Por ter menos gás carbônico, o frisante apresenta menos borbulhas (perlage).
O Lambrusco é um dos frisantes mais famosos do mundo. 